# Reinhold Huber (Politiker)
Reinhold Huber (* 12. Jänner 1904 in Albeck; † 23. Dezember 1984) war ein österreichischer Landwirt, Politiker (FPÖ) und Abgeordneter im Kärntner Landtag.

## Leben
Huber war Sohn einer Bergbauernfamilie aus Sirnitz in den Gurktaler Alpen. Nach seiner schulischen Ausbildung in der Volksschule und der Landwirtschaftsschule führte er ab 1924 den väterlichen Hof.
Er trat am 2. Februar 1932 in die NSDAP ein (Mitgliedsnummer 784.291) und beteiligte sich am Juli-Putsch (1934). Wegen seiner Teilnahme an diesem gescheiterten nationalsozialistischen Umsturzversuch in Österreich wurde Huber zu 14 Jahren Kerker verurteilt. Später wirkte er als SA-Truppenführer, Ortsgruppenleiter und amtierte schließlich als Landesbauernführer in Kärnten (1938–1945). Huber wurde die höchste Kriegsauszeichnung für Zivilisten, das Ritterkreuz des Kriegsverdienstkreuzes mit Schwertern, am 1. Oktober 1944 verliehen. Er wurde ab 1945 in britischer Kriegsgefangenschaft festgehalten und 1947 freigelassen.
Im Nachkriegsösterreich war Huber erster Landesparteichef der Freiheitspartei Kärnten ab dem 5. Juni 1955 bis zum 25. September 1965. Die Kärntner Freiheitlichen beteiligten sich an der Gründung der Freiheitlichen Partei Österreichs (FPÖ), die Landespartei blieb jedoch ein eigenständiger Verein. Huber wirkte als Abgeordneter der FPÖ im Kärntner Landtag von 1956 bis 1970 und war Landesobmann der FPÖ von 1956 bis 1965.
Er war Vater von 12 Kindern. Seine Tochter Kriemhild Trattnig und sein Sohn Alois Huber waren ebenfalls politisch in der FPÖ tätig.